# Карабинный узел

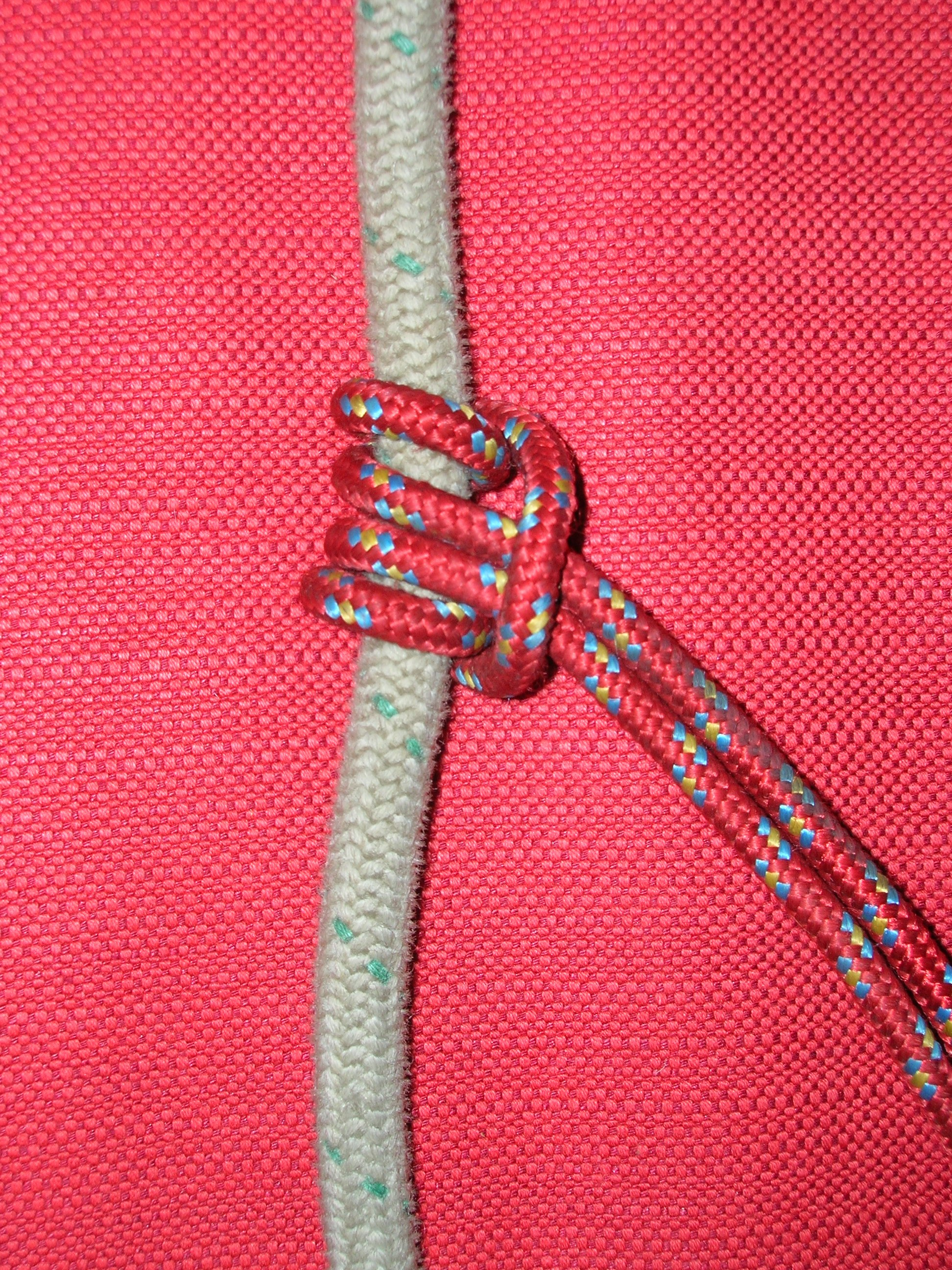
узел Прусика

Караби́нный у́зел — схватывающий разнонаправленный узел, обычно применяемый для работ по транспортировке пострадавшего. Состоит из узла Прусика из двух оборотов репшнуром, завязанного вокруг карабина и альпинистской верёвки. Может быть завязан как на одинарной, так и сдвоенной верёвках. Часто путают узел Бахмана и карабинный узел между собой.

## Способ завязывания
Существуют два способа завязывания карабинного узла:
- Завязать узел Прусика из двух оборотов вспомогательной верёвкой на карабин и основную верёвку[10]
- Завязать узел Прусика на основной верёвке и вставить карабин внутрь узла спинкой к основной верёвке[11]

## Признаки
Плюсы
- Узел — прост
- Не затягивается намертво при больших нагрузках[12]
- Легко развязывать
- Может быть использован на мокрой или обледенелой верёвках
- Может быть использован на одинарной или двойной верёвках

Минусы
- Необходим муфтованный карабин

## Применение
В спортивном туризме
- Используют при транспортировке пострадавшего при спасательных работах
- При самостраховке
- Для навесной переправы